# Sorianello
Sorianello är en ort och kommun i provinsen Vibo Valentia i regionen Kalabrien i Italien. Kommunen hade 1 181 invånare (2017).